# رادویژن
رادویژن (انگلیسی: Radvision) شرکت فناوری اطلاعات آمریکایی است، که در سال ۱۹۹۲ تأسیس شد.